# Armadilloniscus ninae
Armadilloniscus ninae is een pissebed uit de familie Detonidae. De wetenschappelijke naam van de soort is voor het eerst geldig gepubliceerd in 1984 door Schultz.